# Dzsehutihotep
A Dzsehutihotep (ḏḥwtỉ-ḥtp) ókori egyiptomi név, jelentése: „Thot elégedett”. Híres viselői:
- Dzsehutihotep, a felső-egyiptomi 15. nomosz kormányzója (XII. dinasztia)
- Dzsehutihotep, núbiai kormányzó (XVIII. dinasztia)